# فیلیدا لاو
فیلیدا لاو (انگلیسی: Phyllida Law؛ زادهٔ ۸ مهٔ ۱۹۳۲) یک هنرپیشه اهل اسکاتلند است. وی از سال ۱۹۵۸ میلادی تا ۲۰۱۸ مشغول فعالیت بوده‌است.
از فیلم‌ها یا برنامه‌های تلویزیونی که وی در آن نقش داشته است می‌توان به آنا کارنینا، دوستان پیتر، آلبرت نابز، ماشین زمان، آریتی، خانم پاتر اشاره کرد.

## فیلم‌شناسی
- Play School (۱۹۶۴) (تلویزیون)
- Otley (۱۹۶۸)
- The Unpleasantness at the Bellona Club (۱۹۷۲)
- A Picture of Katherine Mansfield (۱۹۷۳)
- هیتلر: ده روز آخر (۱۹۷۳)
- Come Back Lucy (۱۹۷۸)
- The Barchester Chronicles (۱۹۸۲)
- That's Love (۱۹۸۸–۹۲) (مجموعه تلویزیونی)
- پوآرو (۱۹۸۹) (فصل اول - سرقت باورنکردنی)
- The House of Eliott (۱۹۹۱) (مجموعه تلویزیونی)
- دوستان پیتر (۱۹۹۲)
- Much Ado About Nothing (۱۹۹۳)
- Before the Rain (۱۹۹۴)
- The Blue Boy (۱۹۹۴) (تلویزیون)
- جونیور (۱۹۹۴)
- Hamish Macbeth (۱۹۹۵) (تلویزیون)
- اما (۱۹۹۶)
- آنا کارنینا (۱۹۹۷)
- مهمان زمستانی (۱۹۹۷)
- The Magical Legend of the Leprechauns (۱۹۹۹)
- آدمکشان میدسامر (۱۹۹۹) (تلویزیون)
- Saving Grace (۲۰۰۰)
- ماشین زمان (۲۰۰۲)
- Brush with Fate (۲۰۰۳) (تلویزیون)
- Rosemary & Thyme (۲۰۰۴) (تلویزیون)
- ننی مک‌فی (۲۰۰۵)
- رهاشده (۲۰۰۵)
- Mee-Shee: The Water Giant (۲۰۰۵)
- Afterlife (۲۰۰۵) (تلویزیون)
- رونویسی برای بتهوون (۲۰۰۶)
- Kingdom (۲۰۰۷—۲۰۰۹) (تلویزیون)
- ماجراهای سارا جین (۲۰۰۷) (تلویزیون)
- The Waiting Room (۲۰۰۷)
- پشیمانی‌های خانم آستین (۲۰۰۷)
- Foyle's War (۲۰۰۸) (تلویزیون)
- جشن هالووین (۲۰۱۰) (تلویزیون)
- Ways to Live Forever (۲۰۱۰)
- Love at First Sight (۲۰۱۰)
- دکتر مارتین (۲۰۱۰) (تلویزیون)
- آریتی (۲۰۱۱)
- آدمکشان میدسامر (۲۰۱۱) (تلویزیون)
- New Tricks (۲۰۱۳) (تلویزیون)